# Step Up (computerspel)
Step Up is een videospel uit 1983 voor de MSX-computer. De bedoeling van het platformspel is met een alien een ruimteschip te bereiken boven in het gebouw. De speler moet hierbij gebruikmaken van ladders. In zijn tocht wordt hij hierbij achtervolgt door muizen, vleermuizen, katten en spinnen.